# Gorno Ujno
Gorno Ujno (bulg. Горно Уйно) ist ein Dorf in der Gemeinde Kjustendil in Westbulgarien.

## Geografie
Das Dorf liegt nahe der serbischen Grenze 29 km nordwestlich von Kjustendil auf einer Höhe von 769 m. Der Fluss Dragowischtiza fließt durch das Dorf.

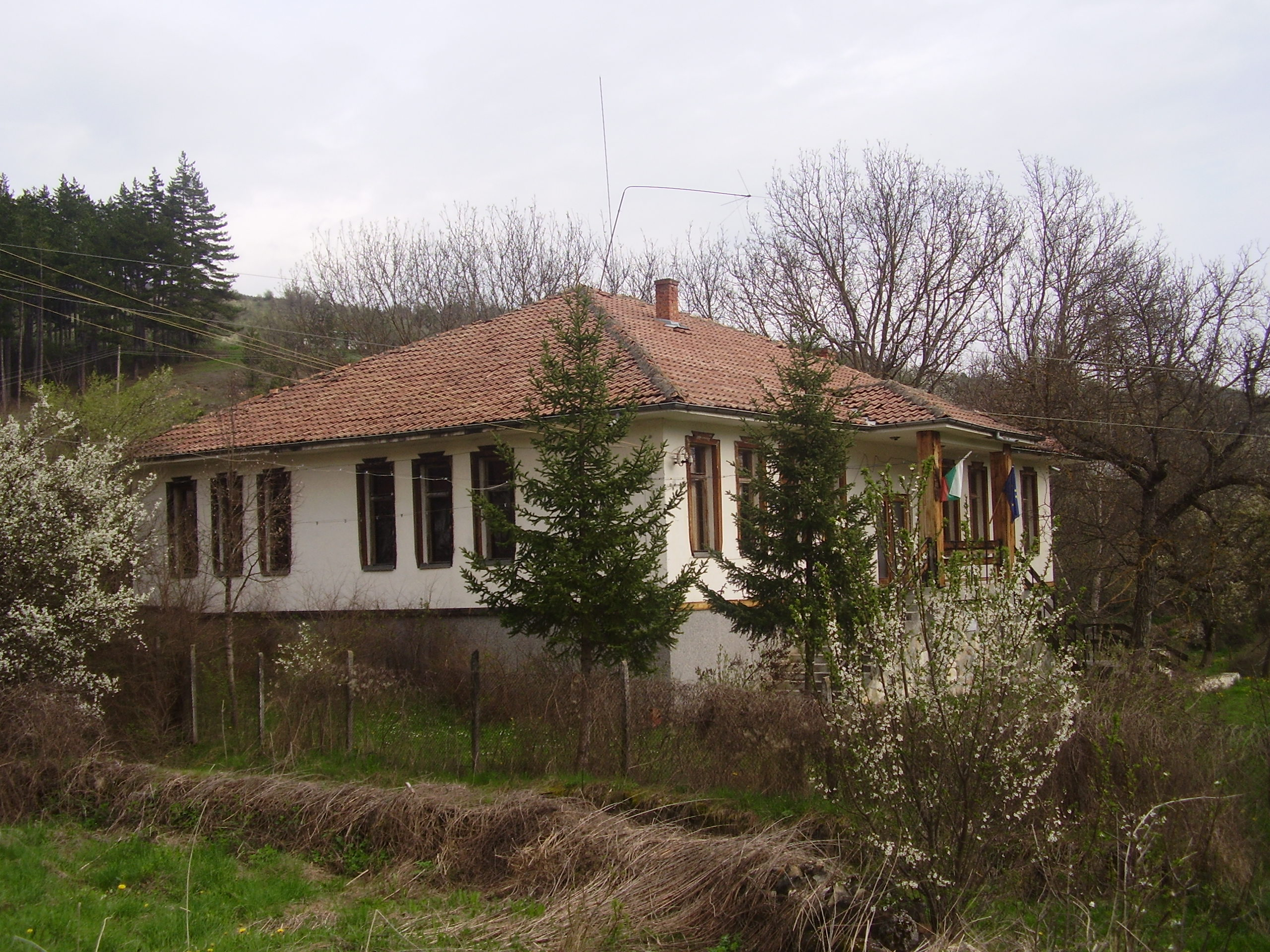
Das Rathaus

## Infrastruktur
Wie viele Dörfer in der Region hat auch Gorno Ujno eine geringe Einwohnerzahl, weshalb auch die Infrastruktur im Dorf schlecht ist. Es gibt keine Busverbindung, jedoch ein gutes Internet- und Telefonnetz.

## Sehenswürdigkeit
Im Dorf gibt es eine 1886 errichtete Kirche namens "Sweti Georgi".

## Wirtschaft
2018 war ein Betrieb, welcher Ziegen hält, registriert.

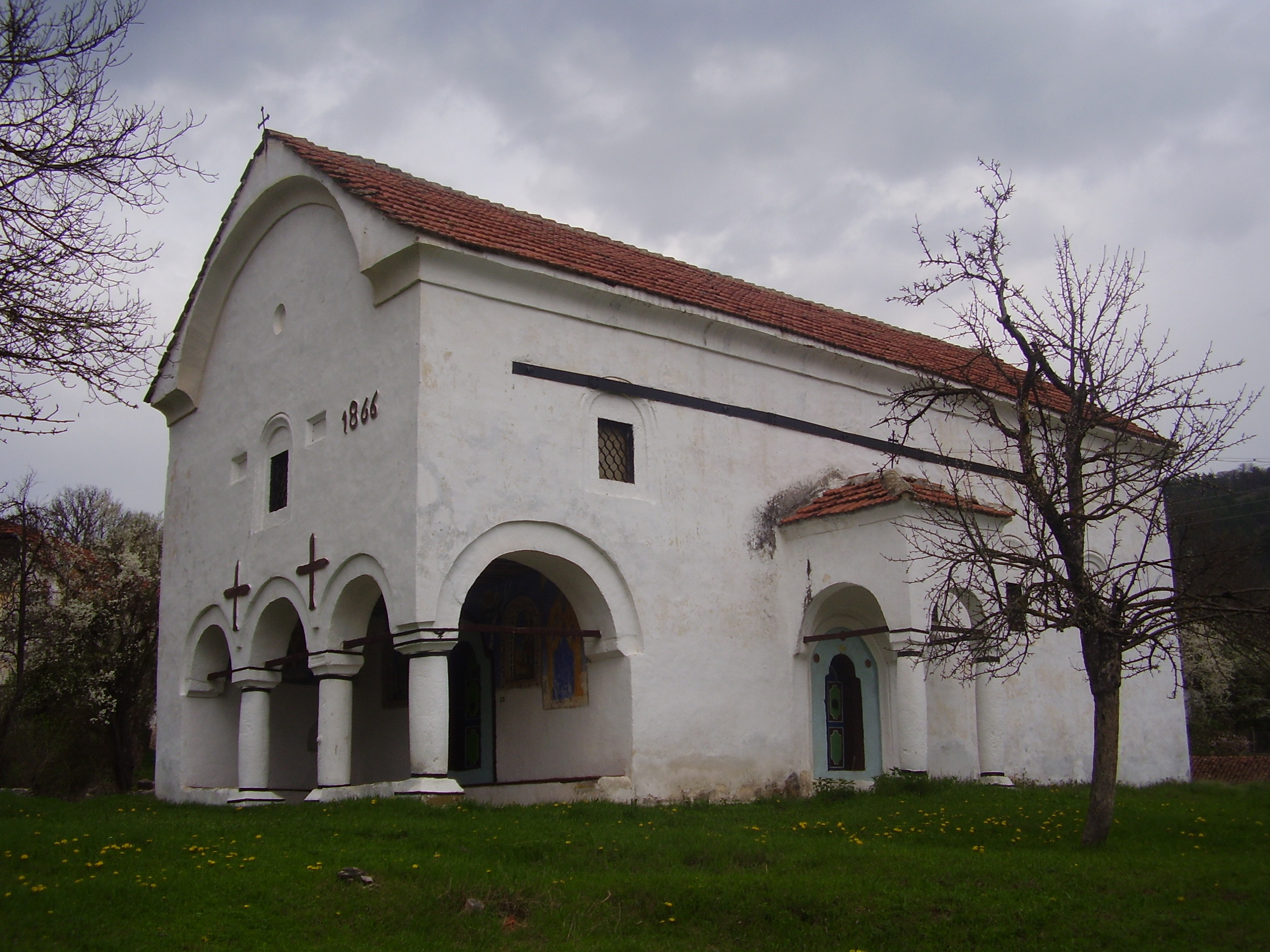
Die Kirche im Dorf

## Bevölkerungsentwicklung
Die Bevölkerung nimmt seit langem ab, weshalb das Dorf vor dem Verlassen bedroht ist.
| Datum      | Einwohnerzahl |
| ---------- | ------------- |
| 31.12.1934 | 1295          |
| 31.12.1946 | 916           |
| 01.12.1956 | 314           |
| 01.12.1965 | 172           |
| 02.12.1975 | 136           |
| 04.12.1985 | 94            |